# みるく (アイドルグループ)
みるく（Milk）は、かつて存在した、日本のアイドル・グループである。以下3名の女性タレントで活動していた。
1. ゆきこ（染谷由紀子、1974年4月6日（51歳） - ）
2. きよこ（星野貴代子、1973年10月5日（51歳） - ）
3. あやこ（堀口綾子、1973年2月17日 - 1995年4月19日（22歳没））

1992年（平成4年）1月、染谷由紀子（現・そめやゆきこ）をリーダーに、本橋麻衣子と堀口綾子を加えた計3名による、セクシー・グループとして発足した。後に本橋麻衣子に変わり星野貴代子が加入。このグループは、株式会社イエローキャブに所属しており、テレビのバラエティー番組 『スーパージョッキー』（日本テレビ）に、アシスタントとしてレギュラー出演していた。
1994年（平成6年）1月25日、初CD 『瞳にKiss2 笑顔にKiss2』を発売。
1995年（平成7年）3月、『スーパージョッキー』を降板。その後、グループでの活動は皆無に等しく、またメンバーである堀口が自殺したこともあり、事実上解散となった。
メンバーだったそめやゆきこは、みるくの各メンバーについて「お互いそこまで仲がよかったわけではなく、仕事が終わったらすぐ“バイバイ”だったので、プライベートでの付き合いは深くなかった」という関係だったということで、堀口についても「彼女が何に悩んでいたのか、なぜそんな選択（自殺）をしたのか、全くわからなかった」と話している。